# هاينريش شتراسر
هاينريش شتراسر (بالألمانية: Heinrich Strasser)‏ (مواليد 26 أكتوبر 1948) هو لاعب كرة قدم. يلعب مع منتخب النمسا لكرة القدم. سبق له أن لعب في كأس العالم لكرة القدم مع منتخب بلاده.

## روابط خارجية
- هاينريش شتراسر على موقع الاتحاد الدولي (مؤرشف)  (الإنجليزية)
- هاينريش شتراسر على موقع قاعدة بيانات كرة القدم.إي يو (الإنجليزية)
- هاينريش شتراسر على موقع ناشيونال فوتبول تيمز (الإنجليزية)
- هاينريش شتراسر على موقع عالم كرة القدم.نت (الإنجليزية)